# Datia
Datia es una localidad de la India, centro administrativo del distrito de Datia en el estado de Madhya Pradesh.

## Geografía
Se encuentra a una altitud de 252 ms nm a 388 km de la capital estatal, Bhopal, en la zona horaria UTC +5:30.

## Demografía
Según estimación 2010 contaba con una población de 100 658 habitantes.